# 稚野毛二派皇子
稚野毛二派皇子（わかぬけふたまたのみこ/わかぬけふたまたのおうじ）は、記紀等に伝わる古代日本の皇族。
『日本書紀』では「稚野毛二派皇子」のほか「稚渟毛二岐皇子」、『古事記』では「若沼毛二俣王」・「若野毛二俣王」、他文献では「稚渟毛二俣王」・「稚渟毛二派王」・「稚沼毛二俣命」などとも表記される。
『日本書紀』『古事記』とも事績の記載はない。 
第15代応神天皇の第五皇子。第16代仁徳天皇の弟、第20代安康天皇と第21代雄略天皇の外祖父（母方の祖父）、さらに第26代継体天皇の高祖父とされる人物である。
今日の皇室は、稚野毛二派皇子の男系子孫にあたる。

## 息長との関係
『古事記』景行記の伝えるところによれば、倭建命の一妻の生める子が息長田別王、その子が𣏾俣長日子王、その子が飯野真黒比売命、息長真若中比売、弟比売であるという。二俣王の母は『古事記』では中比売、『上宮記』逸文では弟比売となっており、二俣王の妻はそれぞれ弟比売、中比売と逆になっているが、いずれにせよ、二俣王もその子女も息長の地と関係が深いことがわかる。

## 系譜

### 日本書紀
『日本書紀』に基づく関係系図
|             |             |             |             |             |             |             |             |             |             |             |             | 15 応神天皇    |              |              |              |              |              |
|             |             |             |             |             |             |             |             |             |             |             |             |                |              |              |              |              |              |
|             |             |             |             |             |             |             |             |             |             |             |             | 稚野毛二派皇子 |              |              |              |              |              |
|             |             |             |             |             |             |             |             |             |             |             |             |                |              |              |              |              |              |
| 19 允恭天皇 | 19 允恭天皇 | 19 允恭天皇 | 19 允恭天皇 | 19 允恭天皇 | 19 允恭天皇 |             |             |             |             |             |             | 忍坂大中姫命   | 忍坂大中姫命 | 忍坂大中姫命 | 忍坂大中姫命 | 忍坂大中姫命 | 忍坂大中姫命 |
| 19 允恭天皇 | 19 允恭天皇 | 19 允恭天皇 | 19 允恭天皇 | 19 允恭天皇 | 19 允恭天皇 |             |             |             |             |             |             | 忍坂大中姫命   | 忍坂大中姫命 | 忍坂大中姫命 | 忍坂大中姫命 | 忍坂大中姫命 | 忍坂大中姫命 |
|             |             |             |             |             |             |             |             |             |             |             |             |                |              |              |              |              |              |
|             |             |             |             |             |             |             |             |             |             |             |             |                |              |              |              |              |              |
| 木梨軽皇子  | 木梨軽皇子  | 木梨軽皇子  | 木梨軽皇子  | 木梨軽皇子  | 木梨軽皇子  | 20 安康天皇 | 20 安康天皇 | 20 安康天皇 | 20 安康天皇 | 20 安康天皇 | 20 安康天皇 | 21 雄略天皇    | 21 雄略天皇  | 21 雄略天皇  | 21 雄略天皇  | 21 雄略天皇  | 21 雄略天皇  |

『日本書紀』応神天皇紀では稚野毛二派皇子（稚渟毛二岐皇子）の出自について、第15代応神天皇と、河派仲彦（かわまたなかつひこ）の娘で妃の弟姫（おとひめ）との間に生まれた皇子とする。同母兄弟の記載はない。
子に関して、允恭天皇紀・安康天皇紀では、娘の忍坂大中姫命（おしさかのおおなかつひめのみこと、母は不明）が允恭天皇（第19代）の妃となり、木梨軽皇子・穴穂天皇（第20代安康天皇）・大泊瀬稚武天皇（第21代雄略天皇）らを産んだとする。

### 古事記
『古事記』応神天皇段では若沼毛二俣王（若野毛二俣王）の出自について、応神天皇と、咋俣長日子王（くいまたながひこのみこ、杙俣長日子王）の娘の息長真若中比売との間に生まれた皇子とする。同母兄弟の記載はない。
子に関しては、息長真若中比売の妹の百師木伊呂弁（またの名を弟日売真若比売命）を娶り、次の7子をもうけたとする。
- 大郎子（またの名を意富富杼王） - 三国君・波多君・息長坂君・酒人君・山道君・筑紫之末多君・布勢君等の祖。
- 忍坂之大中津比売命 - 允恭天皇の妃、木梨之軽王・穴穂命（安康天皇）・大長谷命（雄略天皇）らの母。
- 田井之中比売
- 田宮之中比売
- 藤原之琴節郎女
- 取売王
- 沙禰王

### 上宮記
『上宮記』逸文に
基づく系図
| 凡牟都和希王 （15 応神天皇） |  |  |  |
|                              |  |  |  |
| 若野毛二俣王                 |  |  |  |
|                              |  |  |  |
| 大郎子 （意富富等王）        |  |  |  |
|                              |  |  |  |
| 乎非王                       |  |  |  |
|                              |  |  |  |
| 汗斯王 （彦主人王）          |  |  |  |
|                              |  |  |  |
| 乎富等大公王 （26 継体天皇） |  |  |  |

『釈日本紀』所引『上宮記』逸文では若野毛二俣王の出自について、凡牟都和希王（応神天皇）と、洷俣那加都比古の娘の弟比売麻和加との間に生まれた皇子とする。同母兄弟の記載はない。
子に関しては、母々恩己麻和加中比売を娶り、次の4子をもうけたとする。
- 大郎子（またの名を意富富等王）
- 践坂大中比彌王
- 田宮中比彌
- 布遅波良己等布斯郎女

続けて、意富富等王から乎非王、汗斯王（彦主人王）、乎富等大公王（第26代継体天皇）と続く系譜が記載される。
「大郎子」は、「若君」という程度の名前であることから、大郎子の子孫であり『原帝紀（『記紀』の帝紀部分の元となった皇統譜）』を編纂したと考えられる欽明大王から見て、傍系である5世紀の大王達は系譜的に重視される位置にはなく、その記憶は忘れ去られやすいものであったと考えられる。
田宮（田居）中比弥の田宮（田居）や、布遅波良己等布斯郎女の藤原はいずれも地名であるが、これらは彼女等の成長した土地ではない。忍坂、藤原はいずれも后妃となってから宮殿を営んだ地である。田宮中比弥が允恭妃になった証拠はないが、允恭紀によれば忍坂部・藤原部とともに彼女のために河部という名代が設けられたというから、允恭妃となった公算は大きい。そうなれば、田宮もまた彼女が允恭妃として住んだ地と考えるのが妥当であり、河内国交野郡田宮郷が該当すると考えられる（「田居」の場合は同国志紀郡田井郷か）。

## 後裔

### 氏族
『新撰姓氏録』では、次の氏族が後裔として記載されている。
- 左京皇別 息長真人 - 出自は誉田天皇（諡応神）皇子の稚渟毛二俣王の後。
- 左京皇別 山道真人 - 息長真人同祖。稚渟毛二俣親王の後。
- 左京皇別 八多真人 - 出自は諡応神皇子の稚野毛二俣王。
- 右京皇別 山道真人 - 息長真人同祖。応神皇子の稚渟毛二俣親王の後。
- 左京皇別 坂田宿禰 - 息長真人同祖。応神皇子の稚渟毛二派王の後。
- 右京皇別 息長連 - 応神天皇皇子の稚渟毛二派王の後。

### 国造
『先代旧事本紀』「国造本紀」では、次の国造が後裔として記載されている。
- 竺志米多国造
志賀高穴穂朝（第13代成務天皇）の御世に息長公同祖の稚沼毛二俣命孫の都紀女加を国造に定める、という。
のちの肥前国三根郡米多郷（佐賀県上峰町一帯）または筑前国夜須郡馬田郷・下坐郡馬田郷周辺（福岡県朝倉市一帯）に推定される[12]。なお『古事記』では、上述のように若野毛二俣王の子の意富富杼王について筑紫之末多君らの祖と記されている[12]。